# Meghwahowit
Meghwahowit – wieś w Armenii, w prowincji Lorri. W 2011 roku liczyła 105 mieszkańców.